# Betsy Price

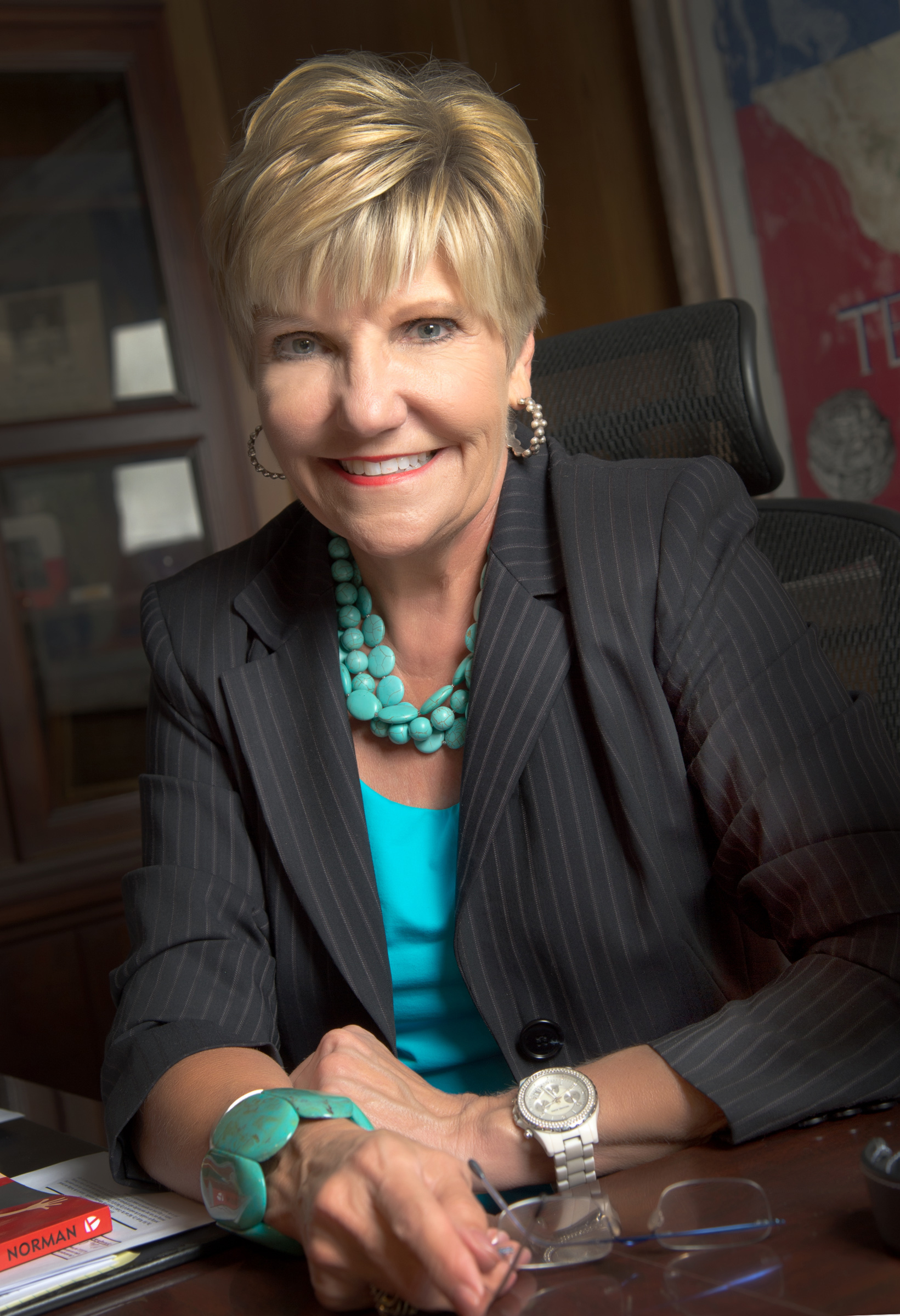
Betsy Price (2012)

Betsy Price (* 21. Oktober 1949 als Barbara Elizabeth Cornelius in Fort Worth, Texas) ist eine US-amerikanische Politikerin der Republikanischen Partei. Sie war von 2011 bis 2021 Bürgermeisterin ihrer Heimatstadt Fort Worth, der fünftgrößten Stadt in Texas.

## Leben
Betsy Price wurde als letztes von vier Kindern des Wayne Clarence Cornelius und dessen Ehefrau Elizabeth Mary Dalton in Fort Worth im Tarrant County im Bundesstaat Texas geboren und wuchs dort auch auf. Sie war Schülerin der Arlington Heights Highschool und war dort Präsidentin der Future Homemakers of America, einer Jugendorganisation, die sich für Bildung im Bereich der Familien- und Verbraucherwissenschaften einsetzt. Außerdem war Price Mitglied der Daughters of the American Revolution. 1968 schloss Betsy Price die Highschool ab und studierte danach Biologie an der University of Texas at Arlington. Ab den 1980er-Jahren leitete Betsy Price den Gebrauchtwagenhandel ihres Vaters. Zudem war sie in der Internationalen Rotkreuz-Bewegung aktiv.
Betsy Price engagierte sich bereits seit den 1990er-Jahren in der Republikanischen Partei und trat im Jahr 2000 ihr erstes politisches Amt an, nachdem sie im Tarrant County als Steuerprüferin eingesetzt wurde. 2011 trat sie in Fort Worth zur Bürgermeisterwahl an, die sie in einer Stichwahl gegen ihren Herausforderer Jim Lane für sich entscheiden konnte. Price trat somit die Nachfolge von Mike Moncrief an und ist nach Kay Granger die zweite Frau im Amt des Bürgermeisters von Fort Worth. Bei den Wahlen 2013 und 2015 wurde Betsy Price jeweils ohne Gegenkandidaten wiedergewählt. 2017 setzte sie sich mit 70 Prozent der Stimmen gegen den Kandidaten der Demokraten, Chris Nettles, durch. Seit ihrer erneuten Wiederwahl im Mai 2019 ist Price mit fünf Amtszeiten in Folge die am längsten regierende Bürgermeisterin der Stadt Fort Worth.
Im Januar 2021 kündigte Price an, bei der folgenden Bürgermeisterwahl nicht mehr anzutreten. Ihre Amtszeit endete am 15. Juni 2021. Nachfolgerin wurde Mattie Parker, die zehn Tage zuvor die Bürgermeisterwahl für sich entscheiden konnte. Kurz vor Ende ihrer Amtszeit gab Betsy Price bekannt, sich für die Wahl zum „County Judge“ des Tarrant County im November 2022 zu bewerben. In den republikanischen Vorwahlen unterlag sie dabei allerdings Tim O’Hare.
Betsy Price ist mit dem Versicherungsvorsitzenden Tom Price verheiratet und hat zwei Söhne sowie eine Tochter.